# Bunuri și servicii
Bunurile sunt elemente tangibile, cum ar fi pixuri, sare, mere și pălării. Serviciile sunt activități oferite de alte persoane, printre care se numără medicii, lucrătorii de îngrijire a gazonului, stomatologi, barbierii, chelnerii sau serverele online. Luate împreună, producția, distribuția și consumul de bunuri și servicii stau la baza întregii activități economice și a schimbului economic. Potrivit teoriei economice, se presupune că consumul de bunuri și servicii furnizează consumatorului sau utilizatorului final utilitate (satisfacție), deși întreprinderile consumă și bunuri și servicii în cursul producției altor bunuri și servicii.

## Legături externe
- International Classification of Goods and Services at World Intellectual Property Organization
- Electronic Code of Federal Regulations at Code of Federal Regulations
- Nice Agreement Tenth Edition – General Remarks, Class Headings and Explanatory Notes – Version 2012